# Змеевка (приток Каменки)
Змеевка — река в России, протекает по Советскому и Смоленскому районам Алтайского края. Устье реки находится в 3 км от устья реки Каменка по левому берегу. Длина реки составляет 24 км.

## Данные водного реестра
По данным государственного водного реестра России относится к Верхнеобскому бассейновому округу, водохозяйственный участок реки — Катунь, речной подбассейн реки — Бия и Катунь. Речной бассейн реки — (Верхняя) Обь до впадения Иртыша.